# 沈明仁
沈明仁（?—?），元朝浙西土豪，是中国佛教华严宗的支派白云宗的总摄，号白云宗主。
元武宗至大元年（1308年），白云宗获得合法地位。元仁宗延祐二年（1315年），沈明仁被仁宗授予荣禄大夫、司空。延祐六年（1319年），他纠集徒众十万人，蓄发娶妻，自有田宅，擅度僧四千八百余人、强占民田二万顷。刘用弹劾沈明仁强夺民田、诳诱愚俗、私赂近侍、妄受名爵，奸恶不法。十月，仁宗饬有司逮鞫从严，毋得庇纵，违者同罪。沈明仁坐罪入狱。延祐七年（1320年），朝廷诏籍白云宗僧者还俗。